# Bianca Cappello háza
A Bianca Cappello háza (olaszul Palazzo di Bianca Cappello vagy Casa di Bianca Cappello) nevű épület Firenzében, a via Maggio  utcában áll. A palota ismert Bernardino Poccetti sgraffitóiról és a kalappal díszített címeréről, de nevezetességét az adja, hogy a ház 16. századi tulajdonosa Bianca Cappello volt, velencei patríciuscsaládból származó nő, akinek második férje I. Ferenc nagyherceg lett. Bianca és a herceg története a sírig tartó szerelem jelképévé vált.